# Verkehr

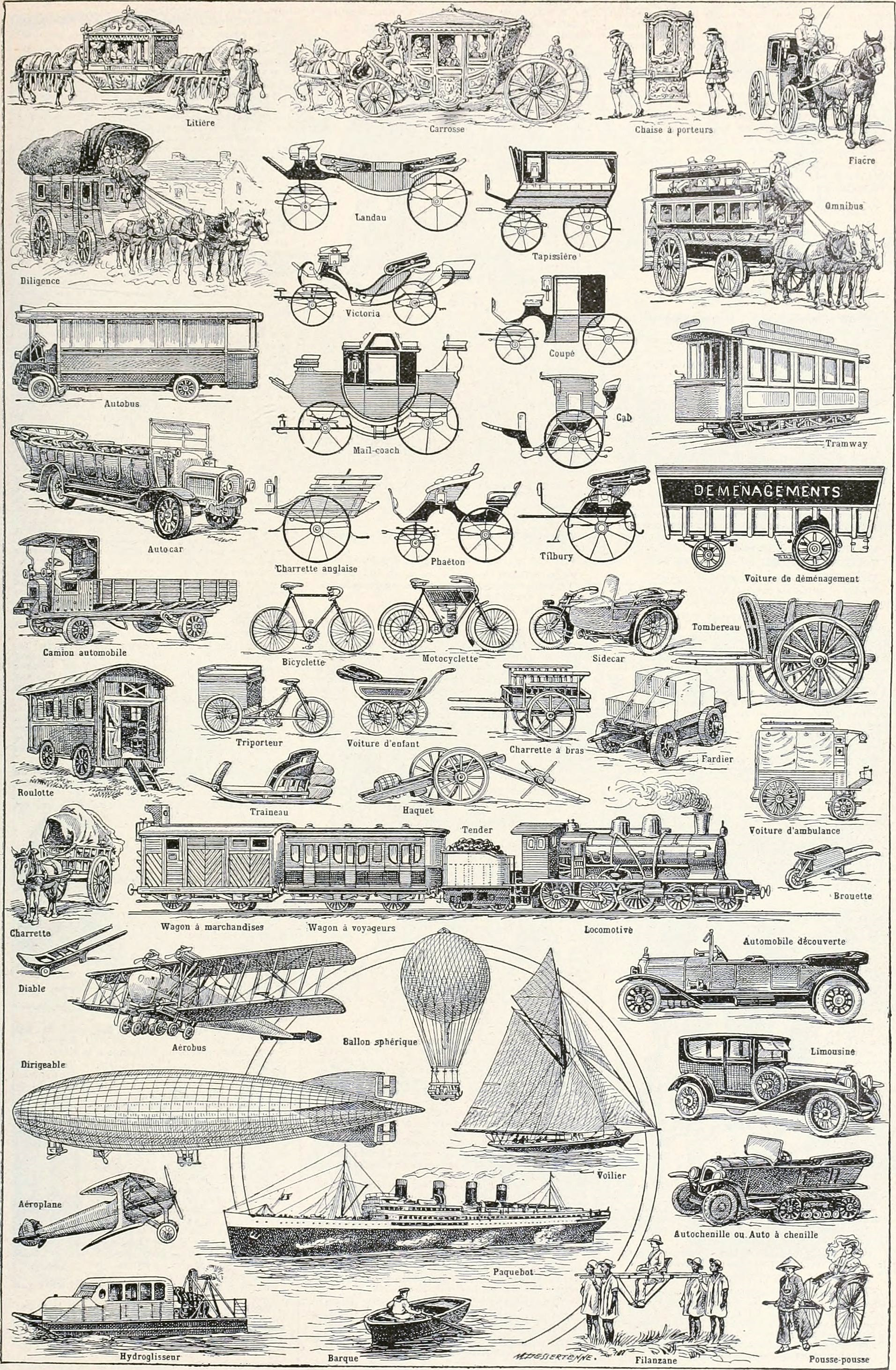

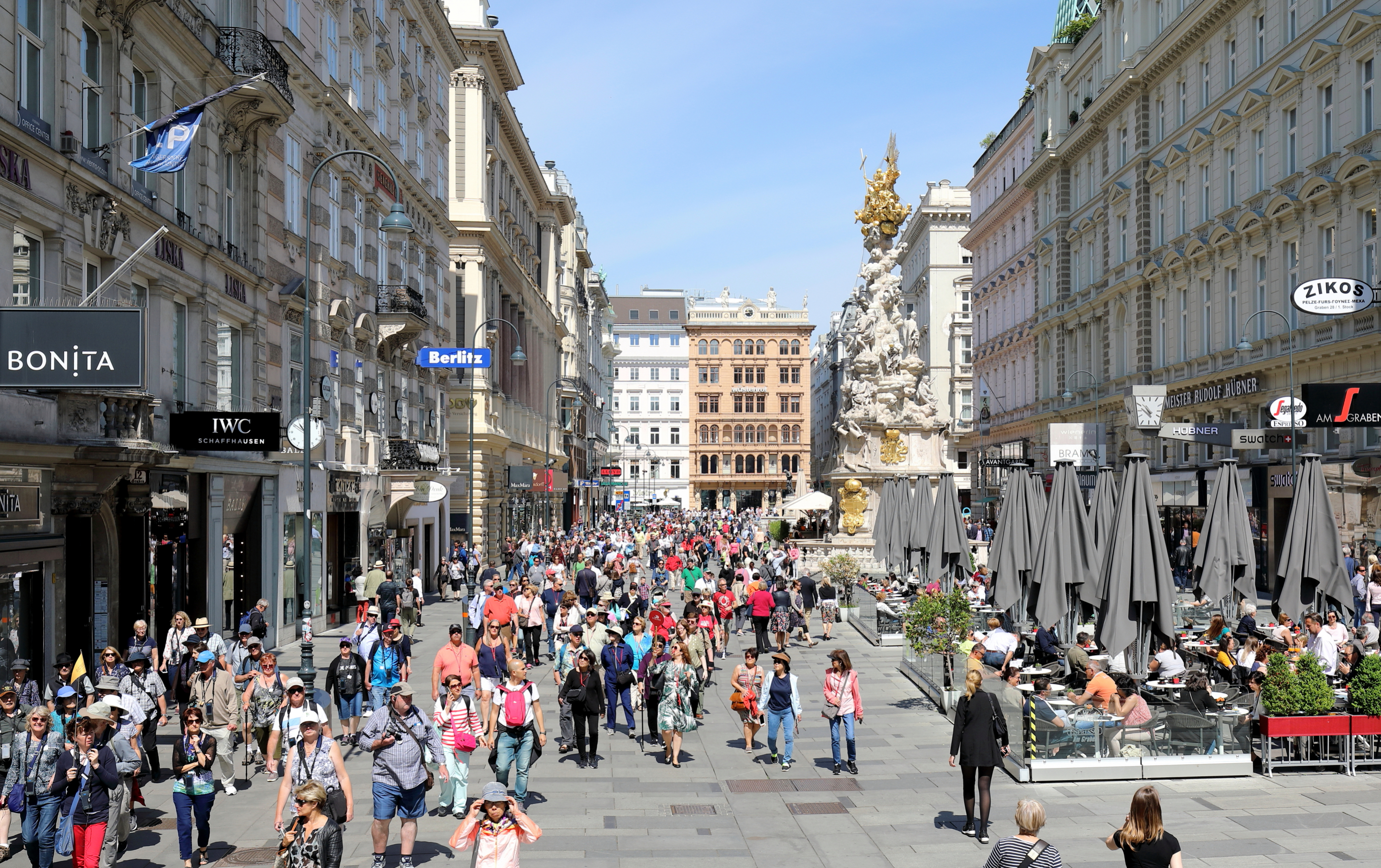
Fußverkehr in Wien

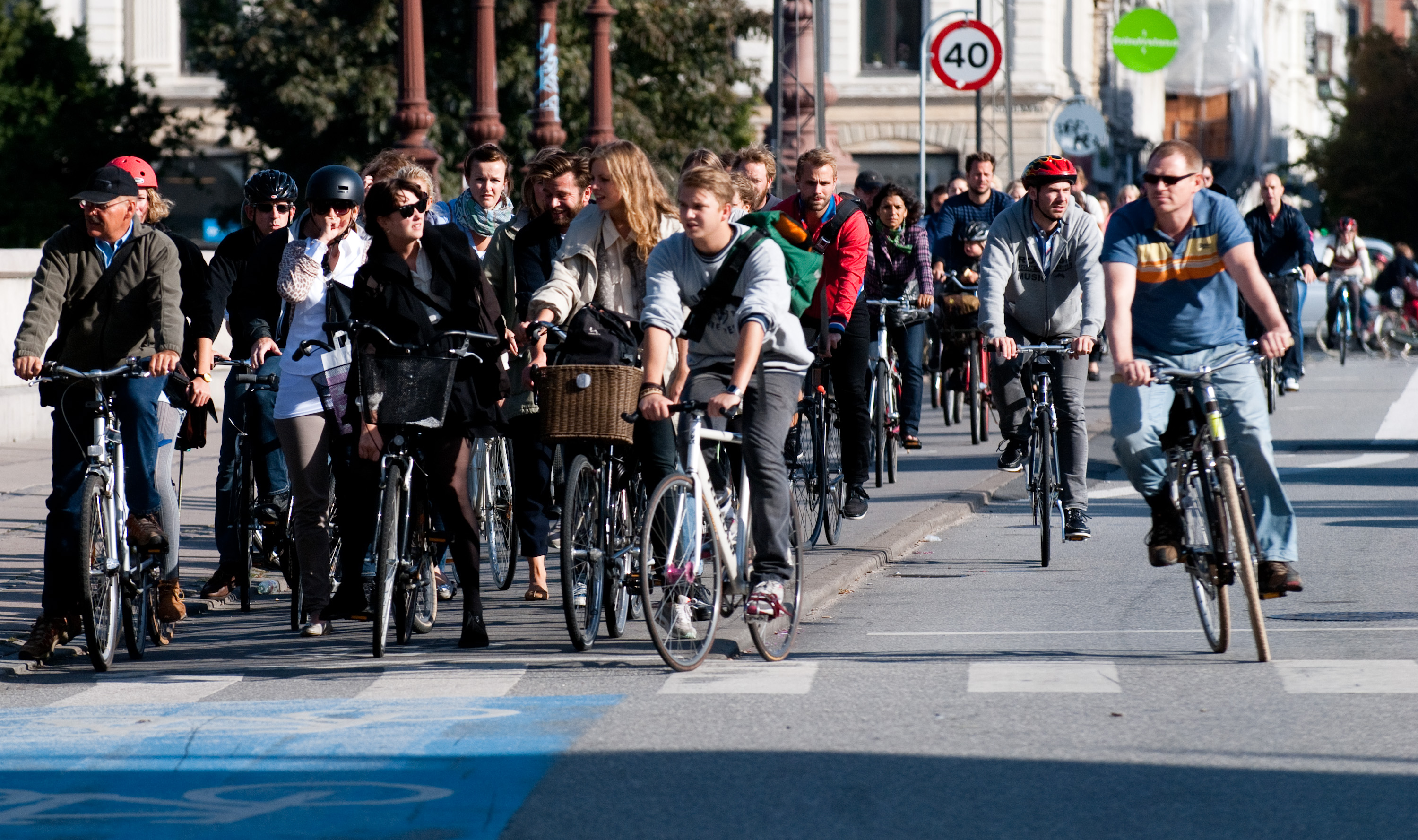
Radverkehr in Kopenhagen

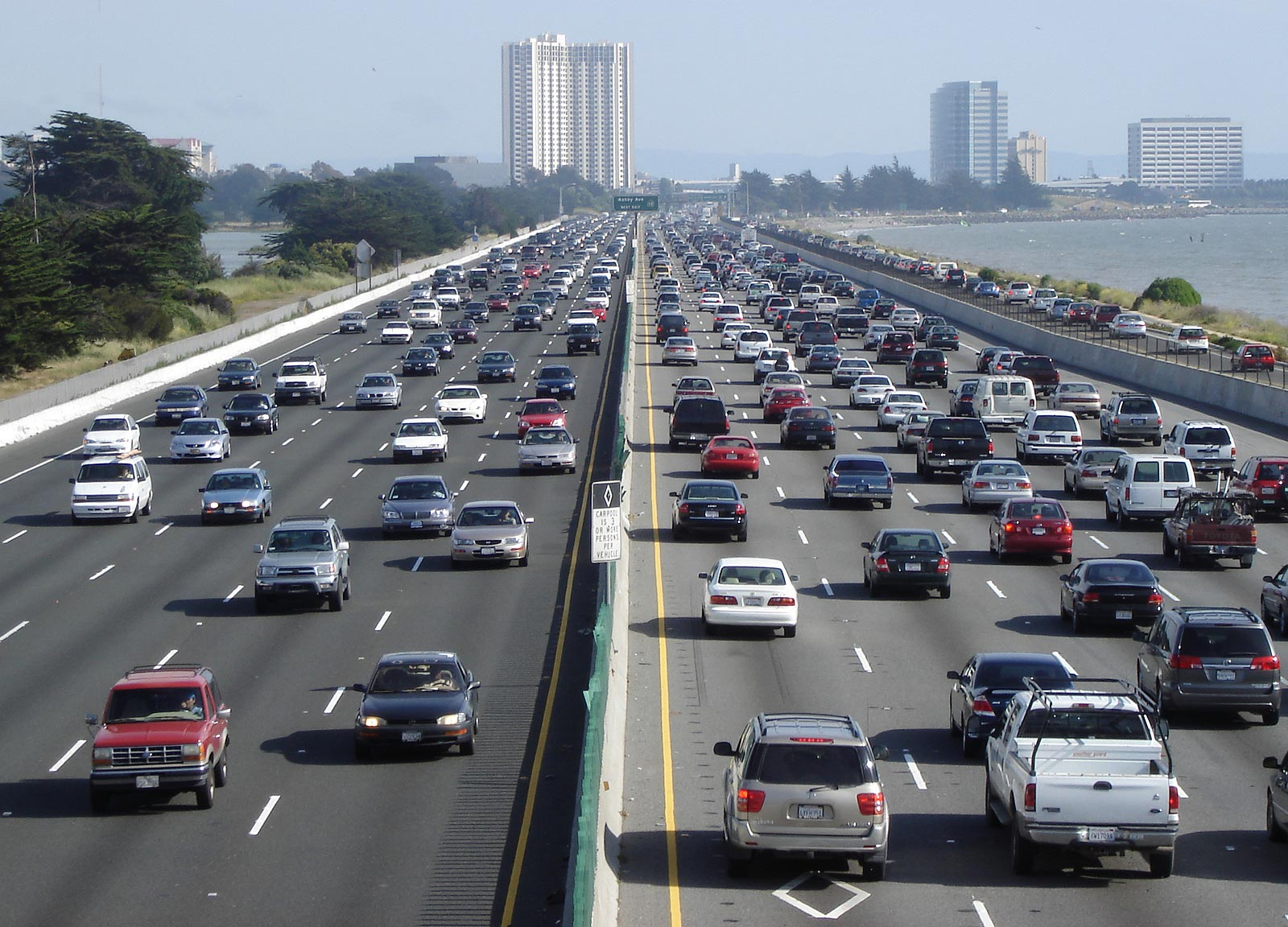
Straßenverkehr in Berkeley, Kalifornien

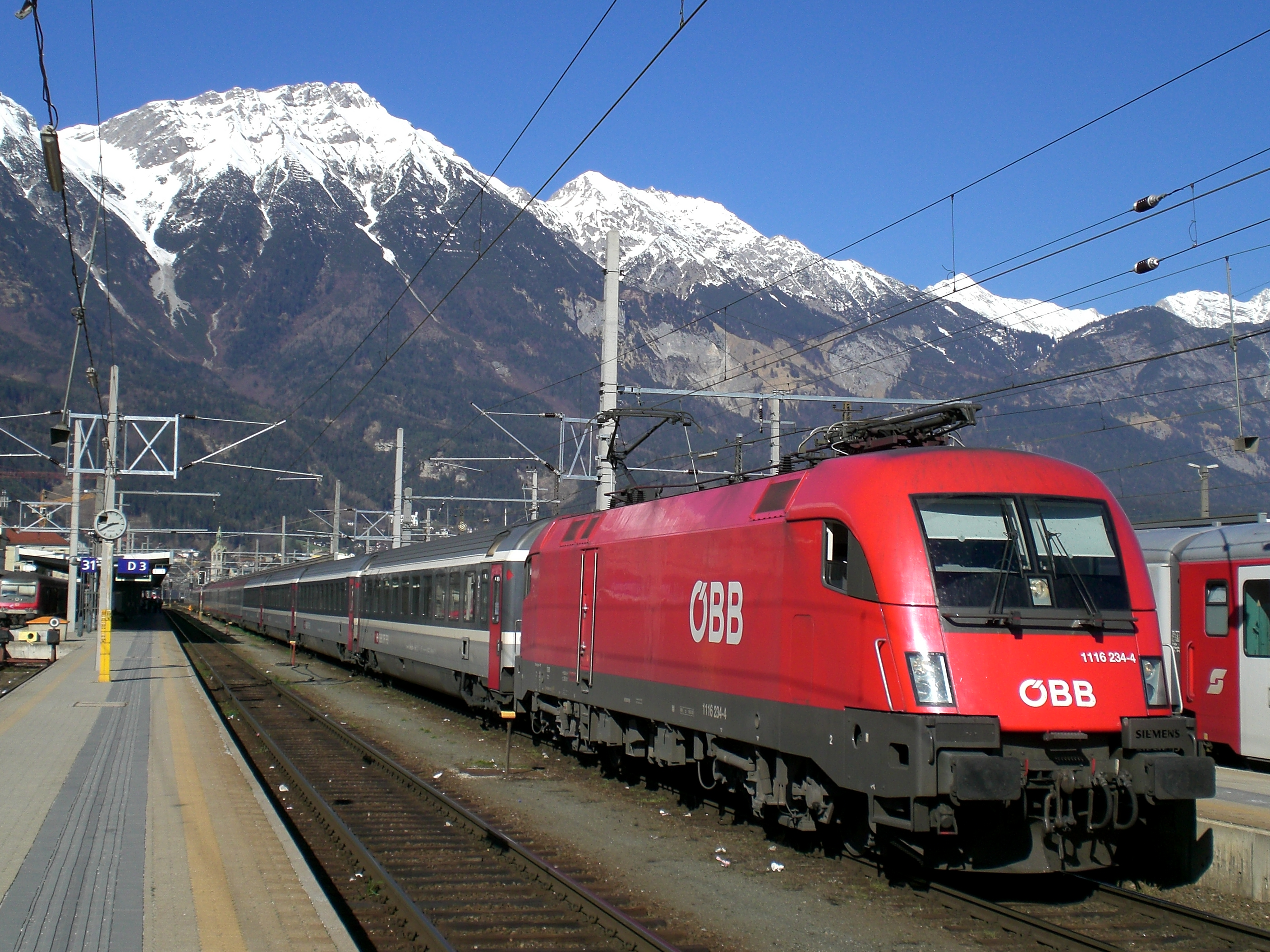
Schienenverkehr in Innsbruck

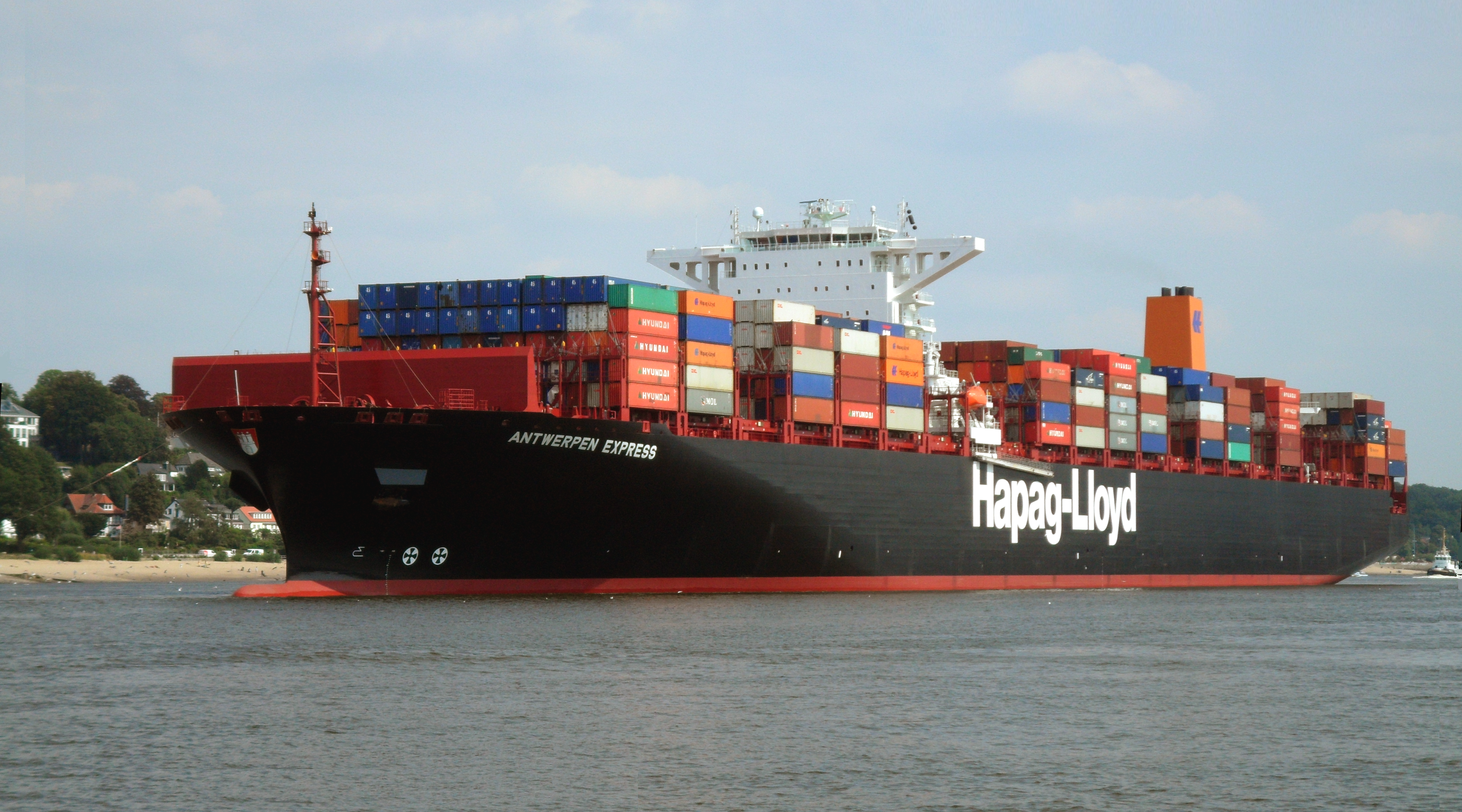
Schiffsverkehr vor Hamburg

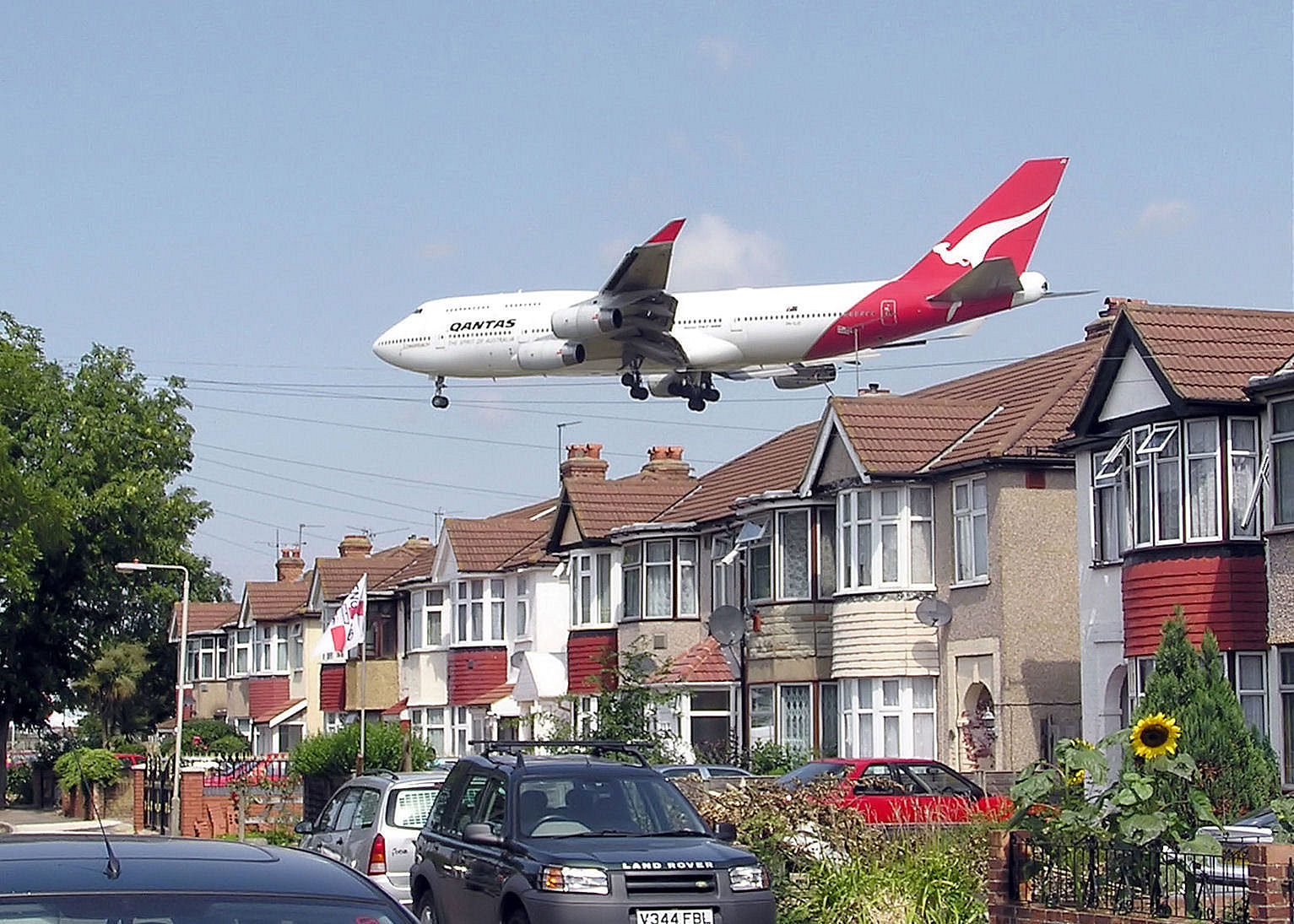
Luftverkehr bei London

Verkehr (abgekürzt: Verk.) ist die gezielte Ortsveränderung von Personen und materiellen Gütern sowie von Nachrichten, Informationen, Energie und Wasser auf dafür vorgesehenen Wegen. Gleichzeitig ist der Verkehr die Gesamtheit dieser Personen und Dinge, die sich auf den dafür vorgesehenen Wegen bewegen oder befördert werden. Bestimmte Verkehrsarten legen die Form der Bewegung (Transport), der Objekte (Entitäten) und des Verkehrssystems fest, z. B. Straßenverkehr, Personenverkehr, Güterverkehr, Nachrichtenverkehr, Individualverkehr, Verkehrsmittel oder Verkehrsweg.

## Allgemeines
In einem Verkehrsnetz werden die Objekte entlang von Kanten bzw. auf Routen einer Verkehrsinfrastruktur bewegt.
Das Verkehrswesen wird unter verschiedenen verkehrswissenschaftlichen Gesichtspunkten betrachtet. Das Verkehrsingenieurwesen nimmt vor allem die technische Seite des Verkehrs in den Blick. Die Verkehrssoziologie erforscht die Hintergründe des Verkehrs unter dem Stichwort Mobilität: Verkehr macht räumliche Mobilität möglich. Die Verkehrspsychologie betrachtet die Motive des Verkehrens und die Verhaltensweisen der Verkehrsteilnehmer. Die Verkehrspädagogik befasst sich mit den Regeln des Verkehrs, mit seinem Gefahrenpotenzial, mit dem sicheren und verträglichen Miteinander im Verkehrsleben und den Methoden, dieses zu erreichen. Die Verkehrsgeographie beschäftigt sich mit räumlichen Bezügen von Verkehr. Die Verkehrspolitik ist ein Handlungsfeld des Staates zur Gestaltung von Verkehren. In Deutschland verursacht der Verkehr etwa ein Drittel der jährlichen CO₂-Emissionen.

## Geschichte
Im 19. Jahrhundert setzte die wirtschaftliche und technische Differenzierung der Verkehrsmittel ein. Sie wurden entsprechend ihren typischen Merkmalen zu Verkehrszweigen zusammengefasst, wie z. B. die Eisenbahn (= Menge aller Verkehrssysteme und deren Komponenten, deren Merkmal die Spurführung der Schienenfahrzeuge im Rad-Schiene-System ist, also das Fahren im Raumabstand usw.). Die Verkehrssysteme wurden dann auch unter makroökonomischen Gesichtspunkten analysiert. Wie zuvor die Betrachtung einer ganzen Volkswirtschaft stand hier die Bewegung aller Einheiten eines abgegrenzten Verkehrssystems im Mittelpunkt des Interesses. Die Menge aller Bewegungen von Schienenfahrzeugen nannte man dann Eisenbahn- oder Schienenverkehr. Analog entstanden die Begriffe wie Straßenverkehr, Luftverkehr, Schiffsverkehr, Nachrichtenverkehr oder Postverkehr. Im Englischen findet sich dieser Bedeutungsgehalt im Begriff „traffic“.

## Rahmenbedingungen
Art und Umfang des Verkehrs werden von verschiedenen Faktoren beeinflusst. Die Entwicklung der Bevölkerung, der Arbeitsplätze und der Wirtschaftsleistung hängen mit der Verkehrsentwicklung zusammen. Die Art des Verkehrs ändert sich durch neue Technologien und unternehmerische Strategien. Lebensweise und Tradition der Menschen sind ebenfalls wichtig. Die Form des Verkehrs hängt auch von Verfügbarkeit der Verkehrsmittel und Verkehrsinfrastruktur ab. Auch die Kosten der Raumüberwindung bestimmen den Umfang des Verkehrs.
Die Entwicklung des Verkehrs ist seit der Industrialisierung eng mit neuen Technologien verknüpft. Mit Eisenbahn, Fahrrad, Automobil und Flugzeug hat sich der Verkehr stark gewandelt. Auch die Zukunft des Verkehrs hängt von neuen Technologien ab. Entscheidend wird sein, welche Antriebstechnik die fossilen Rohstoffe in der Automobilwirtschaft ersetzen wird.
Gesellschaftliche Entwicklungen verändern den Verkehr ständig. Die Globalisierung trägt zum Anstieg von Handel und Verkehr bei. Anscheinend wollen Menschen, die als Folge der Individualisierung immer selbstbestimmter handeln, ihr Leben aktiver, flexibler und mobiler als zuvor führen. Neue Informations- und Kommunikationstechnologien eröffnen auch für den Verkehr neue Handlungsoptionen. Ob neue Kommunikationsarten den Verkehr verringern, ist fraglich. Zwar kann der Nachrichtentransfer auch über das Internet erfolgen, sodass weniger Fahrten notwendig sind. Zusätzlicher Verkehr entsteht aber, wenn Waren nach einem Online-Einkauf angeliefert werden. Insgesamt gibt es gute Argumente für die Annahme, dass neue Kommunikationsformen den Verkehr verstärken.

## Umfang des Verkehrs
2012 lag das Verkehrsaufkommen im deutschen Personenverkehr bei 68.878 Millionen Menschen. Die Verkehrsleistung (Personen * Kilometer) betrug 1.134,2 Milliarden Personenkilometer.
2013 legte jeder deutsche Bürger im Durchschnitt etwa 15.000 km pro Jahr zurück, davon über 80 % (ca. 12.000 km) per Automobil.
Im binnenländischen deutschen Güterverkehr war 2012 ein Verkehrsaufkommen von 3.988,3 Millionen Tonnen vorhanden. Die Verkehrsleistung (Tonnen * Kilometer) betrug 633,2 Milliarden Tonnenkilometer.
Die nebenstehenden Grafiken zeigen, wie sich die Verkehrsleistung im Personen-/Güterverkehr auf die einzelnen Verkehrsmittel aufteilt. Die Aufteilung der Wege, unabhängig von der Wegelänge,  wird besonders im Personenverkehr im Modal Split, der Verkehrsmittelwahl, dargestellt.
In der Zeit von Oktober 2015 bis Januar 2018 wurde in einer Studie untersucht, wie sich der Verkehr in Deutschland – insbesondere vor dem Hintergrund des zunehmenden Online-Handels entwickelt.

## Folgen und Probleme

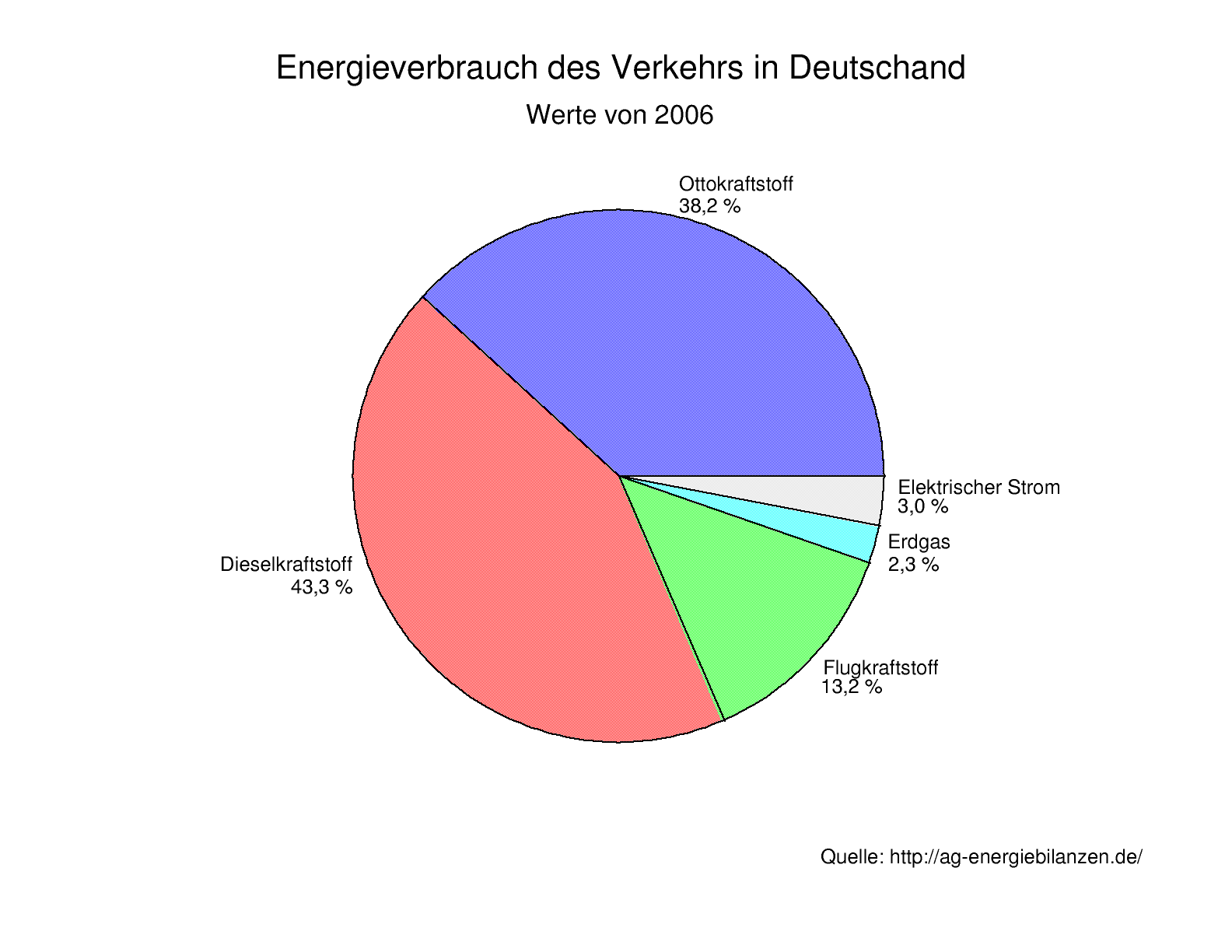
Prozentuale Anteile der Energieträger am Verkehrsgeschehen Deutschlands im Jahr 2006

Verkehr verursacht immer auch nicht internalisierte Kosten, die als Externer Effekt nicht von den Verursachern (den Verkehrsteilnehmern) getragen werden. In den Verkehrswissenschaften besteht ein breiter Konsens zur Internalisierung dieser Kosten.
Externe Kosten traten bereits sehr früh auf, sind jedoch methodisch komplex zu fassen, da Auswirkungen wie beispielsweise hinsichtlich Lärm, Luftqualität, Landschaftsverbrauch oder Verkehrssicherheit teilweise noch schwer zu quantifizieren sind. Fest steht jedoch, dass allen technischen Fortschritten und Effizienzsteigerungen zum Trotz die Kosten des Verkehrs durch dessen starken Anstieg massiv zugenommen haben. Der Großteil der Kosten entfällt heutzutage auf den Straßenverkehr.
Die Verkehrswende beinhaltet Maßnahmen, die den nachteiligen Folgen von Verkehren entgegenwirken sollen.
Mit den Beziehungen zwischen dem Verkehr und seiner Umwelt beschäftigt sich die Verkehrsökologie.

### Platzbeanspruchung
Kraftfahrzeuge und Straßen benötigen viel Platz. In den USA, Westeuropa und Japan wurden in den 1990er-Jahren zwischen 5 und 10 % der gesamten Landfläche durch den Automobilverkehr in Anspruch genommen; weltweit waren es 1–2 %. Die Verkehrsinfrastruktur und damit der Verkehrsraum kann jedoch insbesondere in Städten nicht unbegrenzt ausgebaut werden, sodass es auch zu Konflikten zwischen fließendem und ruhendem Kfz-Verkehr und den Ansprüchen anderer Verkehrsmittel kommen muss.
Der Bau von Fußgängerzonen und die Gestaltung von autofreien Bereichen sind Ausdruck dieses Problems. In ihnen sollen Fußgänger vom Platzbedarf des motorisierten Verkehrs entlastet werden, was zu einer höheren Aufenthaltsqualität führt. Ein anderer Ansatz ist, Parkhäuser oder Tiefgaragen zu errichten, die Parkangebote außerhalb des Straßenraums bieten.

### Umwelt und Gesundheit
Kraftfahrzeuge belasten die Umwelt mit verschiedenen Luftschadstoffen wie Kohlenstoffmonoxid, Stickoxiden, Rußpartikeln, Benzol, unverbrannten Kohlenwasserstoffen (siehe auch flüchtige organische Verbindungen) und Folgeprodukten (beispielsweise bodennahem Ozon und Feinstaub) sowie Abwärme, Abriebe von Reifen und Verschleißteilen, Reste von während der Fahrt aufgebrachten Scheibenreinigungsmitteln und Schmierölverlusten. Diese Emissionen sind als Immissionen in der Luft, ausgewaschen durch Niederschläge im Wasser oder abgelagert (adsorbiert) auf Gebäuden oder im Boden zu finden. Gefährdete Pflanzen, Tiere und belastetes Grundwasser sind ebenso negative Folgen wie Gesundheitsprobleme. Obwohl noch immer Grenzwerte überschritten werden, ist es bezüglich der meisten Schadstoffe durch Vorschriften gelungen, die Konzentration in den Abgasemissionen technisch zu verringern. Indirekt schädigt auch das für die Eisfreihaltung von Straßen eingesetzte Streusalz die Umwelt, vor allem die Vegetation.
Problematisch sind insbesondere Energieverbrauch und Kohlenstoffdioxid-Emissionen des Verkehrs. Etwa 20 % der Kohlenstoffdioxid-Emissionen in Deutschland werden vom Verkehrssektor verursacht. Im Gegensatz zu Industrie, Haushalten und Energiewirtschaft konnte der Verkehrssektor die Emissionen kaum verringern. Im Jahr 2000 wurden für Verkehrszwecke weltweit 1,81 Mrd. Tonnen Treibstoffe verbrannt. Zudem kamen im Jahr 2010 etwa 164.000 Menschen durch im Landverkehr verursachte Luftverschmutzung vorzeitig ums Leben. In Deutschland starben im gleichen Jahr mehr als 6.900 Menschen an Luftverschmutzung durch den Landverkehr. Nicht in diesen Zahlen enthalten sind vorzeitige Todesfälle durch die Schadstoffemissionen von Schifffahrt und Luftverkehr. Eine neuere Studie des gleichen Hauptautors mit aktualisierten Zahlen kommt zu dem Ergebnis, dass durch die Luftverschmutzung des Straßenverkehrs in Deutschland jährlich 11.000 Todesfälle verursacht werden, die potenziell vermieden werden könnten. Diese Zahl ist 3,5 Mal so hoch wie die Todesopfer durch Unfälle.
Umweltschäden durch Kraftfahrzeuge können auch durch Verdichtung des Bodens, Versiegelung von Grundflächen, Zerschneidung von Lebensräumen, Verbrauch von Grünflächen durch Straßenbau und durch Verlust der mit den Fahrzeugen kollidierten Insekten und anderen Tieren in der ökologischen Nahrungskette entstehen.

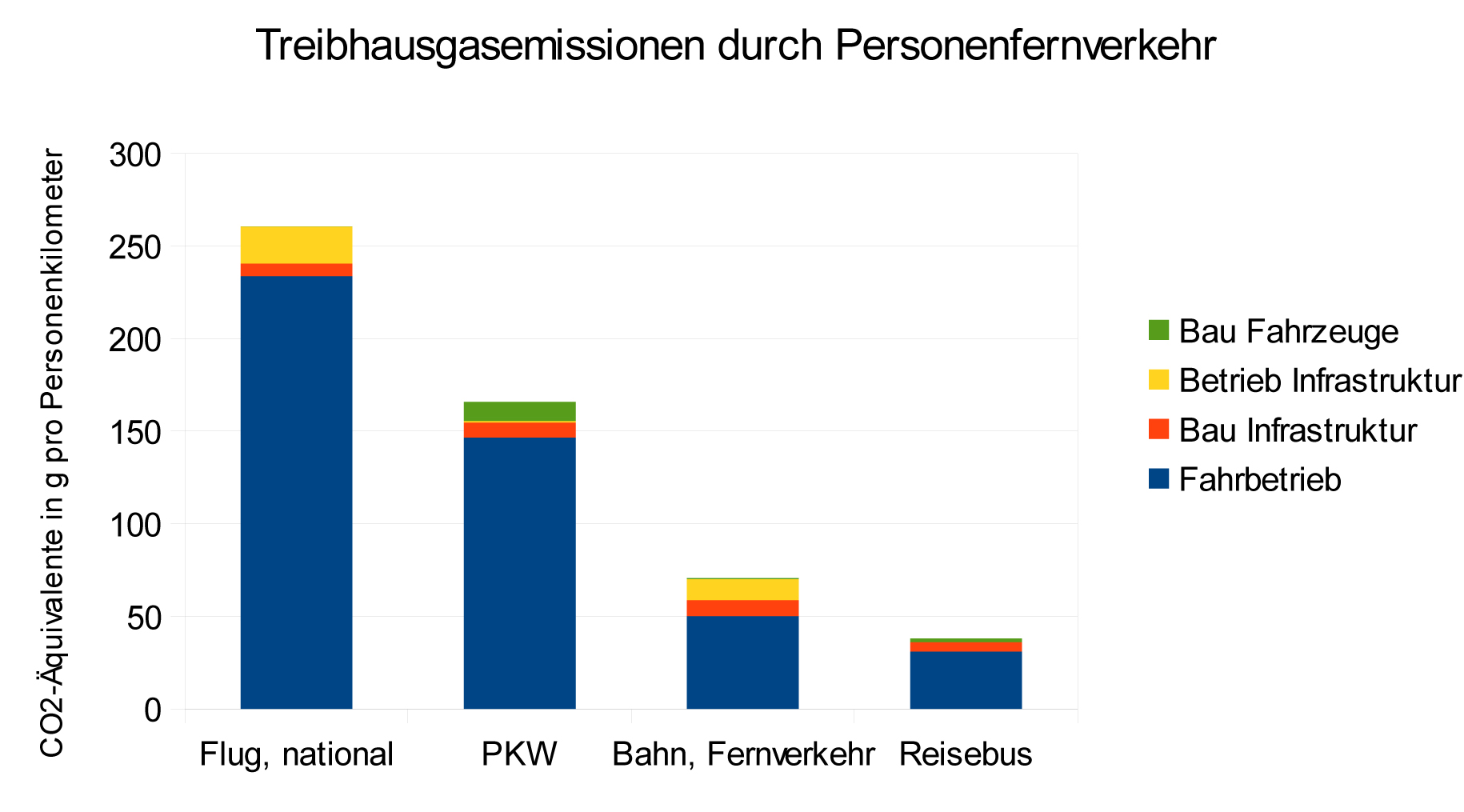
Vergleich der Verkehrsmittel in Bezug auf die Emission von Treibhausgasen in Gramm CO_{2}−Äquivalente unter Berücksichtigung von Fahrbetrieb, sowie Bau und Unterhalt der Infrastruktur

Die Verkehrsmittel unterscheiden sich erheblich im Hinblick auf die Umweltbelastung. Nach Untersuchungen des Öko-Instituts sind Reisen mit dem Flugzeug mit deutlich höheren Treibhausgasemissionen verbunden, als solche mit dem PKW. Beide Verkehrsmittel schneiden in diesem Punkt wiederum schlechter ab als Bahn und Bus. Hierbei wurden nicht nur die Emissionen des Fahrbetriebs berücksichtigt, sondern auch die des Baus und Unterhalts von Fahrzeugen und Infrastruktur.
Umweltschäden verursacht ebenfalls die Schifffahrt. Besonders die Luftverschmutzung, insbesondere der Anstieg des CO2-, Stickoxid- und Feinstaubgehalts der Luft, wird seit einigen Jahren bei der internationalen Schifffahrt beobachtet. Diese verursacht mit Stand 2018, weltweit geschätzte 400.000 vorzeitige Todesfälle und etwa 14 Mio. Asthmaerkrankungen von Kindern. Auch während manche Schadstoff-Emissionen im Straßenverkehr allgemein rückläufig sind (wenn auch nicht die von Kohlendioxid), nehmen aber die Emissionen des Schiffsverkehrs weiter zu. Dem versucht man entgegenzusteuern einerseits durch die Verwendung umweltfreundlicher Treibstoffe statt stark schwefelhaltigem Schweröl und dem Einbau von Luftfiltern und andererseits durch die erhebliche Drosselung der Fahrtgeschwindigkeit (Slow steaming) zur Vermeidung unnötiger CO2-Belastung und sonstiger Emissionen. Der Fokus liegt dazu besonders auf der Abkürzung sinnlos langer Transportwege von Containerschiffen im Asienverkehr, wie zum Beispiel dem Entladen der Schiffe auf Züge bereits in Mittelmeerhäfen wie Triest, Genua oder Venedig, ohne den zusätzlichen Transport um Spanien und Frankreich herum zu den Anschlüssen der europäischen Nordhäfen.

### Lärm
Lärm tritt vor allem auf als Straßenverkehrslärm, Schienenverkehrslärm und Fluglärm. Er schadet der Gesundheit, verursacht Stress und Schlaflosigkeit. Das Risiko eines Herzinfarktes erhöht sich durch Lärm signifikant. Aus diesen Gründen ist Lärm vielerorts bereits schädlicher als klassische Luftschadstoffe es sind. Nach Schätzungen der europäischen Umweltagentur sind 113 Millionen Menschen in Europa von Straßenlärm auf ungesundem Niveau betroffen. Der Lärm lässt sich durch Betroffene oft nur kostenintensiv oder gar nicht vermeiden. Schallschutz kann in Form von Schallschutzfenstern, Lärmschutzwänden und Geschwindigkeitsbegrenzungen erfolgen. Lärm und verkehrsbedingte Umwelt- und Personenschäden können durch die Verkehrswende reduziert werden. Große Veränderungen bei der Mobilität können beispielsweise mithilfe der Verkehrsvermeidung und Verkehrsverlagerung auf Fahrrad, Schiene und öffentlichen Personennahverkehr gelingen. Auch die Elektromobilität ist leiser als Verbrennungsmotoren. Das Bundes-Immissionsschutzgesetz verpflichtet die deutschen Gemeinden Lärmminderungspläne zu erstellen, was aber oft aus Kostengründen nicht geschieht.

### Sicherheit
Pro Jahr sterben rund 1,25 Millionen Menschen an Verkehrsunfällen (Stand 2015), womit die Zahl seit 2007 etwa gleich blieb. In den einzelnen Staaten weltweit sind jedoch große Unterschiede festzustellen: Während in vielen Staaten die Verkehrstoten relativ sanken, ist insbesondere in armen Staaten mit unzureichenden Sicherheitsbestimmungen ein Anstieg festzustellen. In Staaten wie Liberia liegt die Zahl der Verkehrstoten mit rund 33 Toten/100.000 Einwohner um ein Mehrfaches über den Werten von industrialisierten Staaten wie z. B. Deutschland mit 4,3 Toten/100.000. Noch Ende des 20. Jahrhunderts kamen weltweit ca. 400.000 Menschen jährlich durch den Automobilverkehr ums Leben. In den USA betrug die Anzahl der jährlichen Todesfälle durch Automobileinfluss zwischen 1925 und Ende des 20. Jahrhunderts zwischen 25.000 und 50.000. Die Gesamtzahl der Verkehrsopfer liegt in dem genannten Zeitraum bei zwei bis drei Millionen.
In Deutschland starben 2011 4.009 Menschen im Straßenverkehr, zudem gab es 306.300 Verletzte. Die Zahl der Verkehrstoten hat in den letzten Jahrzehnten abgenommen, was mit hohen Investitionen in die Sicherheit der Kraftfahrzeuge, mit öffentlichkeitswirksamen Kampagnen und mit einer wesentlich verbesserten Verkehrserziehung erklärt wird. Im Jahr 2011 gab es jedoch wieder mehr Todesopfer und Verletzte als 2010. Da es sich bei diesen Zahlen nur um die Todesfälle durch Autos handelt, liegt die Gesamtzahl der Verkehrsopfer insgesamt höher.
Die Vision Zero soll die Zahl der Verkehrsopfer mindern helfen.

## Kenngrößen des Verkehrsprozesses
Verkehrsmenge, Verkehrsweite (Transportweite), Verkehrsarbeit, Verkehrszeit, Verkehrsleistung, Verkehrsstromstärke (Flussintensität), Verkehrsquellstärke bzw. -quellintensität (Zuflussintensität), Verkehrssenkstärke bzw. -senkintensität (Abflussintensität), Verkehrsdurchsatz, Verkehrsgeschwindigkeit. Diese Kenngrößen sind wichtig für die quantitative Bewertung von Verkehrsprozessen und für die Verkehrsmodellierung (beispielsweise in der Verkehrswirtschaft, Verkehrsökonometrie, Verkehrsplanung, Verkehrsphysik und in der Verkehrsbetriebstechnologie).

## Akteure
Die Aufstellung für Regeln sowie die Überwachung von deren Einhaltung obliegt den Verkehrsministerien des Bundes und der Länder, den Verkehrsreferaten der Landkreise und Kommunen, sowie der Polizei bzw. speziellen Einrichtungen (z. B. der Flugsicherung, dem Bundesamt für Güterverkehr (BAG), dem Bundesamt für Seeschifffahrt und Hydrographie (BSH), dem Wasserschifffahrtsdirektionen (WSD), der Wasserschutzpolizei, dem Datenschutzbeauftragten).
Die Verkehrspolitik trifft die Entscheidung über die Gestaltung des Verkehrs und den Bau und Ausbau von Verkehrsanlagen.
Die wissenschaftliche Behandlung aller Aspekte der Ortsveränderungsprozesse von Personen, Gütern und Nachrichten obliegt den Verkehrswissenschaften.

## Verkehrsart
Unter einer Verkehrsart werden alle Verkehrstechniken zusammengefasst, die sich des gleichen Verkehrsweges bedienen. Zu den Verkehrsarten gehören Straßenverkehr, Schienenverkehr, Schiffsverkehr, Luftverkehr usw.

## Abgrenzung
Je nach Definitionsebene wird unterschieden:
- Kleiner Grenzverkehr – Fernverkehr – Nahverkehr – Stadtverkehr
- Individualverkehr – öffentlicher Verkehr (Kollektivverkehr)
- Motorisierter – nicht-motorisierter Verkehr
- Personenverkehr – Güterverkehr (Güterkraftverkehr und Wirtschaftsverkehr) – Datenverkehr
- Ausbildungsverkehr – Berufsverkehr – Geschäfts- und Dienstreiseverkehr – Einkaufsverkehr – Freizeitverkehr – Urlaubsverkehr.[42]
- Straßenverkehr – Schienenverkehr – Luftverkehr – Schiffsverkehr – Fußverkehr
- Umweltverbund – motorisierter Individualverkehr
- Das Personenbeförderungsgesetz (PBefG) unterscheidet zwischen folgenden Verkehrsarten: Linienverkehr – Gelegenheitsverkehr – Gewohnheitsverkehr.

| Linienverkehr § 42 PBefG | Gelegenheitsverkehr § 46 PBefG |
| --- | --- |
| - Linienverkehr national: § 42 PBefG - Linienverkehr im grenzüberschreitenden Verkehr: § 52 PBefG - Linienverkehr im Transit zwischen Drittstaaten: § 53 PBefG - Sonderformen des Linienverkehrs: § 43 PBefG - Berufsverkehr - Marktfahrten - Schülerfahrten - Theaterfahrten | - Taxiverkehr: § 47 PBefG - Ausflugsfahrten: § 48 Abs. 1 PBefG - Ferienziel-Reisen: § 48 Abs. 2 PBefG - Mietomnibus: § 49 Abs. 1 PBefG - Mietwagenverkehr: § 49 Abs. 4 PBefG |

## Datenverkehr

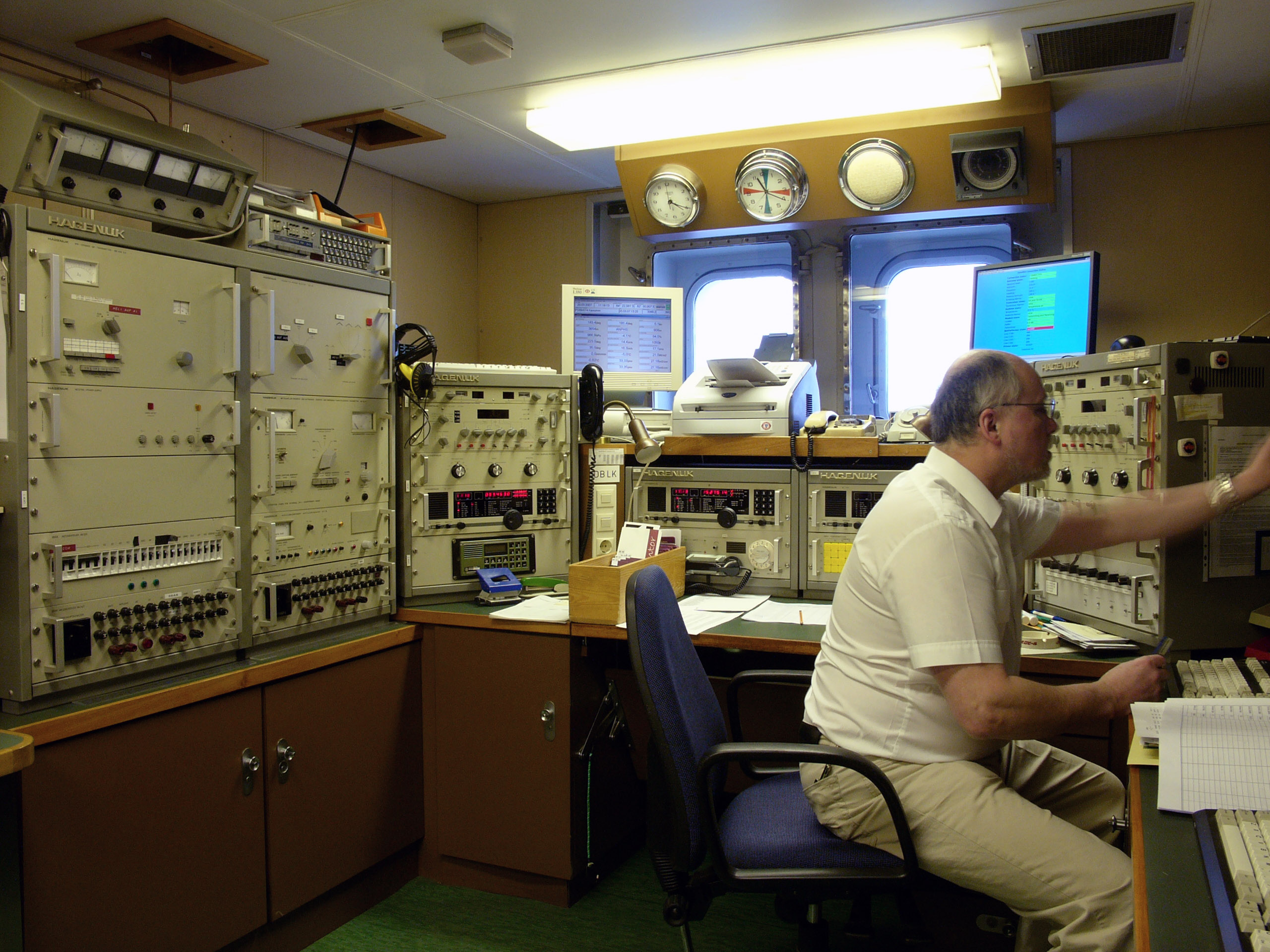
Nachrichtenverkehr: Funkraum auf dem Forschungsschiff Polarstern

In der Informationstechnologie werden Daten ausgetauscht. Das erfolgt über:
| - Funkverkehr - Datenfunk - Flugfunk - Seefunk - BOS-Funk | - Telex - Fernschreiben - Telefonie - Briefverkehr - Rohrpost | - Signale - Warnflaggen - Notsignale - Rauchsignale |

## Rechtliche Bestimmungen
- - Straßen- und Wegerecht

Für Verkehrsarten, die der Genehmigungspflicht unterliegen, gelten folgende Gesetze und sonstige Regelungen:
- Sondernutzungserlaubnis
- Verordnung (EG) Nr. 1073/2009[44]
- Verordnung (EG) Nr. 1072/2009[45]
- Verordnung (EG) Nr. 1071/2009[46]
- Personenbeförderungsgesetz (PBefG)[43]
- Verordnung über die Befreiung bestimmter Beförderungsfälle von den Vorschriften des Personenbeförderungsgesetzes[47]
- Güterkraftverkehrsgesetz[48]
- Berufszugangsverordnung für den Straßenpersonenverkehr (PBZugV)[49]
- Verordnung über den Betrieb von Kraftfahrunternehmen im Personenverkehr (BOKraft)[50]
- Verordnung zur Durchführung der Verkehrsunternehmensdatei nach dem Güterkraftverkehrsgesetz[51]
- Kostenverordnung für Amtshandlungen im entgeltlichen oder geschäftsmäßigen Personenverkehr mit Kraftfahrzeugen[52]
- Richtsatzkatalog zum Gebührenverzeichnis nach § 1 der Kostenverordnung für Amtshandlungen im entgeltlichen oder geschäftsmäßigen Personenverkehr mit Kraftfahrzeugen[53]
- Fahrpersonalgesetz (FPersG)[54]
- Verordnung zur Durchführung des Fahrpersonalgesetzes (Fahrpersonalverordnung)[55]